# Ши Ян (плавець)
Ши Ян (4 січня 1989) — китайський плавець.
Учасник Олімпійських Ігор 2012 року, де в попередніх запливах на дистанції 50 метрів вільним стилем він посів 26-те місце й не потрапив до півфіналів.